# Mayanismo

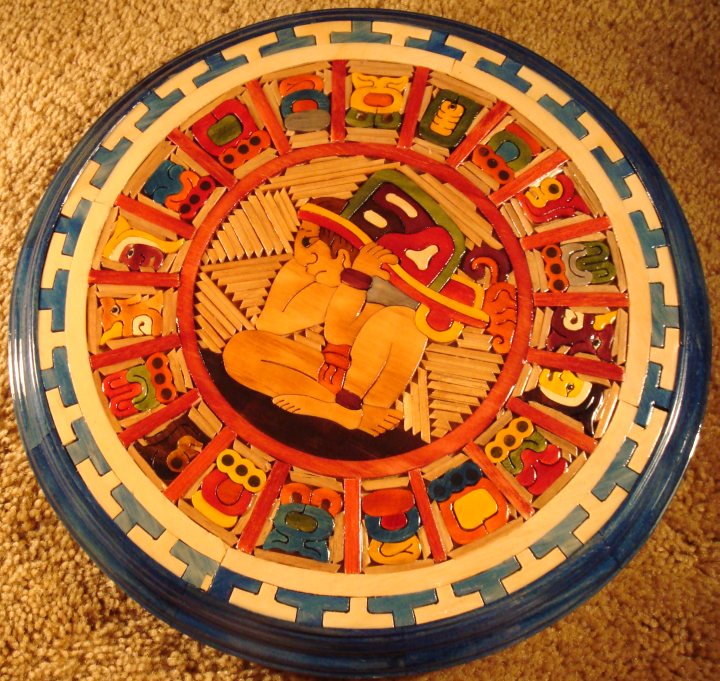
Representación moderna del calendario maya.

Mayanismo es un término acuñado y usado principalmente en Estados Unidos para referirse a una colección ecléctica de creencias de carácter esotérico relacionadas con la Nueva era.
La Nueva Era (New age, en inglés) se encuentra a su vez parcialmente influenciada por la mitología maya y otros mitos populares modernos frecuentes entre algunos descendientes de la civilización maya.
Los adherentes a estas creencias (mayanistas) no deben ser confundidos con los llamados mayistas, término aceptado por la Real Academia Española (RAE) para designar a los estudiosos  especializados en la cultura y escritura mayas.

## Antecedentes
El mayanismo contemporáneo no hace tanto énfasis en los supuestos contactos del pueblo maya con los habitantes de los continentes perdidos al que se referían autores decimonónicos como Charles Étienne Brasseur de Bourbourg, Augustus Le Plongeon y su esposa Madame Le Plongeon, sino que alude principalmente a vínculos de los mismos mayas con seres extraterrestres; sin embargo, se siguen haciendo referencias a la Atlántida.  En efecto, nociones de influencias extraterrestres en los mayas pueden encontrarse en el libro Chariots of the Gods? por Erich von Däniken, cuya teoría de los astronautas fue a su vez influenciada por Peter Kolosimo y especialmente el equipo de Jacques Bergier y Louis Pauwels, autores de  Le Matin des Magiciens. Estos escritores se han inspirado también en la literatura fantasiosa de H. P. Lovecraft y las publicaciones de Charles Fort.
Quedan, sin lugar a dudas, elementos de interés para el público moderno de la vieja historia de continentes y civilizaciones perdidas, popularizadas en el siglo XIX por una gama de autores importantes como Julio Verne, Edward Bulwer-Lytton y H. Rider Haggard. Hay también un impulso más reciente para esos temas por parte de autores seudocientíficos (no ficción) como Zecharia Sitchin y Graham Hancock.  En los últimos años, a partir de 1970, el mayanismo experimentó un resurgimiento por medio de la obra de Frank Waters, un escritor que ha tratado la mitología Hopi.  En 1970, Waters recibió apoyo financiero de la Fundación Rockefeller para investigar en México y Mesoamérica; esto, dio como resultado su libro llamado en inglés, Mexico Mystique: The Coming Sixth World of Consciousness, que es una discusión de la cultura mesoamericana adornada por las creencias de Waters en cuestiones astrológicas, de profecías y en el tema del continente perdido de la Atlántida.  El mayanismo, como corriente de pensamiento, ganó también impulso en el contexto del fenómeno 2012, particularmente como ha sido presentado por la obra del autor de la Nueva era John Major Jenkins, quien afirma en el libro que escribió en 2009: (en inglés) The 2012 Story: The Myths, Fallacies, and Truth Behind the Most Intriguing Date in History, que el mayanismo entraña "el núcleo central de las enseñanzas de la religión maya y de su filosofía".
El mayanismo tiene, por tanto, una historia que se nutre de muy diversas fuentes, entre las que la misma arqueología figura de manera importante. Ha ganado y retenido atención del público por medio de cómics, ciencia ficción, literatura fantástica, cine, novela gráfica, juegos de rol (especialmente Dungeons & Dragons), y videojuegos.  La exitosa novela de James Redfield, Las nueve revelaciones,  ha contribuido ciertamente a esta corriente especulativa.
La corriente mayanista ha sido promovida activamente por algunas casas editoriales estadounidenses como Inner Traditions - Bear & Company, que ha publicado un buen número de libros sobre el tema de las predicciones mayas, acontecimientos esperados por los mayanistas para el año 2012, escritos por autores diversos, como José Argüelles, John Major Jenkins, Carl Johan Calleman, y Barbara Hand Clow.  Jeremy P. Tarcher, Inc. ha publicado por su lado obra relacionada con las creencias de la Nueva era, escrita por autores como Daniel Pinchbeck y también John Major Jenkins, quienes han contribuido al creciente interés público sobre el mayanismo.  El libro (en inglés) The Book of Destiny: Unlocking the Secrets of the Ancient Mayans and the Prophecy of 2012, publicado por el guatemalteco Carlos Barrios, es una contribución más a este género literario.

## Historia
Los orígenes de la corriente mayanista se encuentran en el libro del siglo XVI de Tomás Moro, Utopía, en donde se desarrolla el concepto de una utopía en el Nuevo Mundo (una idea que había sido explorada por Cristóbal Colón en su Libro de las profecías de 1501.
Sin embargo, el mayanismo fue realmente sostenido hasta el siglo XIX a partir de los escritos de Charles Étienne Brasseur de Bourbourg, quien hizo conribuciones académicas significativas, incluyendo el redescubrimiento del Popol Vuh y que al final de su carrera se convenció de que la cultura maya estaba relacionada con el continente perdido de la Atlántida. En 1857 Brasseur identificó a Votán como un dirigente fenicio que había fundado Palenque y en un artículo publicado en 1872, atribuyó ciertos cataclismas mesoamericanos a una versión temprana de la hipótesis pseudocientífica del cambio de los polos de la tierra, o a la noción especulativa de la modificación del eje de rotación del planeta.
El trabajo de Brasseur que fue ilustrado por el talentoso pero poco acucioso y preciso Jean-Frédéric Waldeck, ejerció influencia en su época sobre otros trabajos pseudo-históricos, como los desarrollados por Désiré Charnay, Augustus Le Plongeon, su esposa, Ignatius Donnelly y James Churchward.  Le Plongeon y Donnelly, a su vez, influyeron en el trabajo de otros como Madame Blavatsky y Rudolf Steiner, quien difundió concepciones erróneas acerca de la cultura maya en los círculos afines al pensamiento denominado de la Nueva era.
Todas estas ideas formaron parte de toda una escuela promovida por el psíquico Edgar Cayce a principios del siglo XX, que más tarde, ya en la segunda mitad del siglo, se popularizó  por la obra del autor estadounidense Jess Stearn.  Un ejemplo del pensamiento mayanista está dado por la creación de un grupo llamado Templo Mayanista en Brooklyn, por un autoproclamado sacerdote maya de nombre Harold D. Emerson, quien publicó una serie llamada "Los mayanistas, dedicados al alumbramiento espiritual y a la religión científica", entre los años 1933 y 1941.  Fue este de los primeros intentos de  los mayanistas para hacer una síntesis entre la religión y la ciencia, lo que se ha vuelto tema común y corriente en el mayanismo contemporáneo, al igual de lo que sucede en las corrientes teosóficas.

## Creencias del mayanismo
El mayanismo es utilizado para referir un conjunto diverso de creencias. No posee una creencia o doctrina central. Sin embargo, es utilizada consistentemente la noción de que los mayas, como pueblo y como cultura entendían diversos aspectos de la experiencia humana y poseían una conciencia que han estado poco comprendidas por la cultura occidental contemporánea. Esto incluye un conocimiento cosmogónico, escatológico, tecnológico y ecológico. Estos últimos, conocimientos perdidos, que, si recuperados, podrían mejorar la condición humana e incluso crear una nueva utopía.
Esta escuela de pensamiento no se basa en los conocimientos de carácter académico, sino  más bien en la revelación de verdades a los iniciados, en profecías y en lo que pudiera entenderse como conocimiento tradicional. La literatura mayanista frecuentemente se refiere a creencias y teorías que ignoran y aún rechazan evidencias físicas, hechos o conocimientos, sobre todo cuando estos contradicen las creencias del mayanismo. Como resultado, estas creencias del mayanismo tienden a estar caracterizadas por una mezcla de elementos esotéricos y de sincretismo, más que ser el resultado de investigaciones científicas.

## Calendario maya
Existe una tendencia reciente a hacer interpretaciones no mayas del calendario maya orientadas a dar versiones astrológicas (que no astronómicas) de tal instrumento de medición del tiempo.  Un ejemplo de esto sería el Dreamspell, calendario esotérico difundido por el filósofo de la Nueva era, José Argüelles.
La astrología maya ha sido también promovida por Kenneth Johnson en su libro La sabiduría del jaguar: calendario maya mágico.  Otro ejemplo de esto sería La ciencia del tiempo maya, descrita por Carl Johan Calleman en su libro Resolviendo el gran misterio de nuestro tiempo: el calendario maya, en el que se presenta un modelo de evolución unilinear basado en las interpretaciones de su autor de los ciclos calendáricos mayas. También la obra de Ian Lungold cae en la categoría que aquí se señala.

## 21 de diciembre de 2012
El significado de la fecha deriva de la terminación de un ciclo (Baktún) del calendario maya en el año 2012 del calendario gregoriano. Algunos creen que este hecho tendrá como consecuencia un cambio significativo, esto es, el inicio de una nueva era. Ha habido especulación en torno a la fecha, sin que pueda precisarse alguna razón con sustento científico o demostrable, con respecto a lo que ocurrirá en tal fecha, cómo ocurrirá y por qué ocurrirá. 
Algunos autores han rastreado el origen de esta creencia o especulación a la primera edición del libro de Michael D. Coe, Los mayas ya que tal arqueólogo estadounidense sugirió que la fecha del 24 de diciembre de 2011 había sido para los mayas una fecha profética en la que Armagedón habría de hacerse cargo de los pueblos degenerados del mundo y de toda su creación.  La fecha fue tema de especulación por parte de otro autor, Frank Waters, que dedica dos capítulos de su libro México místico (1975) a interpretarla.
Por otro lado el significado del año 2012 (aunque no de un día específico) también fue mencionado por José Argüelles en Una visión transformadora (The Transformative Vision) y, también, pero sin mencionar a los mayas, fue retomada por Terence McKenna y Dennis McKenna en El panorama invisible (The Invisible Landscape) (1975).
Hay otros autores del mismo tipo de literatura que han abordado el tema a lo largo de las últimas décadas, sin que ninguno haya aportado elementos de carácter científico o de verosimilitud, respecto de tales especulaciones y, por otro lado, su vinculación con la civilización maya ha sido puesta en duda y debatida por la comunidad arqueológica y de mayistas. No hay duda, sin embargo, que la promoción abundante de tales ideas ha generado un cierto auge a la corriente mayanista y a su evolución como religión sincrética.

## Mayanismo y chamanismo
El chamanismo se ha vuelto una parte importante del mayanismo, en parte debido a la popularidad de la literatura de Carlos Castaneda, cuyos libros describen su condición de aprendiz de un brujo, chamán yaqui. Sin embargo, la obra de Castaneda está identificada como literatura ficción y no hay ninguna prueba de que el personaje que describe como su tutor sea real. A pesar de que los yaquis son una etnia del norte de México, específicamente del desierto de Sonora, los mayanistas frecuentemente extienden la noción usada por Castaneda del tolteca al más amplio concepto de la civilización tolteca que interactuó con la civilización maya en determinada época de la evolución de ambas culturas. Posiblemente esto sea derivado de las especulaciones hechas durante el siglo XIX por autores ya citados como Brasseur y Charnay, que incluso llegaron a sostener que los toltecas habían correspondido a una raza aria que había traído de Asia una civilización avanzada a América mediante las migraciones a través del Estrecho de Bering (Charnay dixit), o emigrando del continente perdido de la Atlántida, según Brasseur.
Uno de los varios temas recurrentes del mayanismo es el referido a lo enteogénico, para identificar estados mentales o de conciencia alterados que permiten alcanzar ciertas visiones o conocimiento reservado a quienes son capaces de alcanzar tales estados. El uso de algunas plantas conteniendo cierto tipo de alcaloides psicotrópicos como la mescalina, el propio tabaco y otros, como los que provienen del peyotl y de ciertos hongos alucinógenos conteniendo psilocibina, ha sido mencionado como la llave de los chamanes para acceder a aquellos estados mentales de clarividencia desde los cuales les es posible ver o saber lo que otros ni ven, ni pueden saber. En el caso de los mayas, el uso de esas substancias ha sido inferido por estudios iconográficos, mas no existe hasta la fecha ninguna evidencia arqueológica de que tal cosa se diera entre los antiguos mayas, aunque queda claro el uso que daban a las hojas de tabaco por su contenido nicotínico.

## Promotores de ascendencia maya
Hay un número creciente de mayanistas de origen indígena. Ellos se han sumado a la corriente religiosa mayanista argumentando entre otras cosas su legitimidad para ser representantes o intérpretes del movimiento con base a su ascendencia maya. Es el caso de César Mena Toto (conocido como Hunbatz Men) de origen yucateco y el guía espiritual de origen quiché Alejandro Cirilo Pérez Oxlaj (conocido como Lobo Errante).  Estos personajes se identifican con los chamanes tradicionales, pero se inscriben también en la corrientes más modernas de la nueva era y participan de las creencias referidas a la migración por la Atlántida de sus antepasados, ofreciéndole reverencia a las nociones que giran en torno a los llamados cráneos de cristal y a las entidades extraterrestres ufológicas.

## Elementos ajenos a la cultura maya
A pesar de su nombre, el mayanismo tiende a incorporar muchas creencias de pueblos precolombinos diferentes del pueblo maya, como los hopi, los aztecas, y los incas.  Lugares como Machu Picchu en Perú, son destino frecuente para las ceremonias de fe mayanista.  Uno de los viejos temas de esta corriente data del siglo XIX cuando el vínculo entre mayas y egipcios fue propalado por artistas y autores como Waldeck, Brasseur, Charnay, Le Plongeon, Donnelly, y otros. Estas opiniones de antaño siguen siendo usadas aunque haya quedado demostrado que los mayas (aún los del periodo clásico) representaron una civilización mucho más tardía que la egipcia.
Uno de los elementos no mayas frecuentemente asociado al mayanismo es el llamado símbolo atribuido a "Hunab Ku".  El símbolo deriva de las ilustraciones de códices aztecas conocido como Códice Magliabecchiano, que se encuentra en la Biblioteca Nacional de Florencia y que fue reproducido facsimilarmente por Zelia Nuttall en la obra El libro de la vida de los antiguos mexicanos (The Book of the Life of the Ancient Mexicans), publicado en 1903. En 1983, Elizabeth Boone editó una nueva versión facsimilar del códice, de donde José Argüelles reprodujo en 1987, en su libro El factor maya (The Mayan Factor) —un texto muy frecuentado por los mayanistas— estilizándolo, el símbolo que fue atribuido a Hunab Ku.  Esta deidad maya es relativamente moderna ya que surge después de la conquista de Yucatán en los libros del Chilam Balam y parece derivar de un concepto monoteísta introducido por los misioneros europeos entre los mayas de Yucatán. Ahora bien, el símbolo usado por los mayanistas, que no corresponde a la iconografía maya, evoca la noción del yin yang y de la Vía Láctea, usado esto para apoyar la hipótesis de viajeros astronautas tomando contacto con los mayas.
Otro elemento no maya es la imagen frecuentemente usada por los mayanistas de la mal denominada piedra calendárica azteca, un monumento que muestra a Tonatiuh o a Tlaltecuhtli, ambos personajes del panteón mexica.